# Subcomarca d'Aixa-Pop

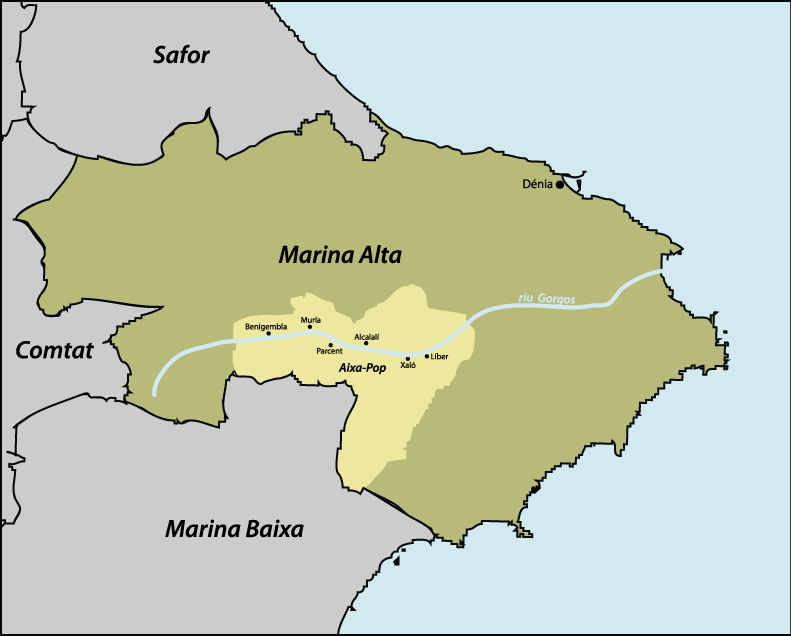
Subcomarca d'Aixa-Pop dins la Marina Alta, travessada pel riu Gorgos

Aquesta subcomarca de la Marina Alta comprèn els sis municipis que estan situats en el curs mitjà del riu Xaló: Benigembla, Murla i Parcent (sector occidental o de Pop) i Alcanalí, Xaló i Llíber (sector oriental o d'Aixa).

## Descripció geogràfica
Geogràficament, aquestes localitats constitueixen una única vall envoltada de muntanyes que s'estenen en direcció oest-est (la Costera de la Solana, el Carrascar, la serra de la Devesa, etc.), tret del municipi de Xaló, que dins del seu terme té una subvall formada per la conca del barranc de la Murta i el de Masserof. Aquestes dues rieres s'ajunten per donar naixement al denominat Riuet de Cuta, que és tributari per la riba dreta del riu Xaló-Gorgos.
Aixa-Pop és, per tant, una subcomarca natural que està vertebrada pel riu Xaló, on no hi cap mena d'obstacle orogràfic que dificulte la intercomunicació dels sis pobles que la integren. D'altra banda, aquest territori és un exemple paradigmàtic del que s'ha denominat "el prelitoral", és a dir, aquella franja intermèdia entre la línia costanera i l'interior muntanyenc, que té com a singularitat compartir característiques d'una i altra zona sense arribar a identificar-se'n plenament amb cap.

## Característiques demogràfiques
En tots els municipis d'aquesta subcomarca, l'evolució demogràfica resulta positiva: des de la dècada dels noranta del segle XX han anat guanyant població, perquè d'una banda els seus naturals ja no es veuen forçats a emigrar gràcies a l'increment de la demanda laboral en el sector terciari i, d'altra, l'arribada de pensionistes europeus que han escollit Aixa-Pop com a residència permanent i l'entrada d'immigrants des de l'Europa de l'Est, Sud-amèrica i el Marroc han fet possible l'augment del nombre d'habitants. De tota manera, cal destacar que el sector oriental d'aquesta comarca o d'Aixa (5.445 hab.) ha experimentat un creixement poblacional superior a l'occidental o de Pop (1.950 hab.).

## Situació estratègica
Aixa-Pop té una posició estratègica immillorable entre la Marina Alta i Baixa, ja que el seu territori fita amb tres termes municipals d'aquesta última (Altea, Callosa d'en Sarrià i Tàrbena); la carretera intercomarcal de Benidorm a Pego que travessa la subcomarca és una de les principals vies de comunicació entre les dues Marines.